# Ben Tate
Benjamin Franklin Tate (Woodbridge, 21 agosto 1988) è un ex giocatore di football americano statunitense che ha giocato nel ruolo di running back nella National Football League (NFL). Fu scelto nel corso del secondo giro (58º assoluto) del draft NFL 2010 dagli Houston Texans. Al college giocò a football ad Auburn.

## Carriera professionistica

### Houston Texans
Tate fu scelto nel corso del secondo giro del Draft 2010 dagli Houston Texans ma nella pre-stagione si ruppe una caviglia, costringendolo a perdere tutta l'annata da rookie.

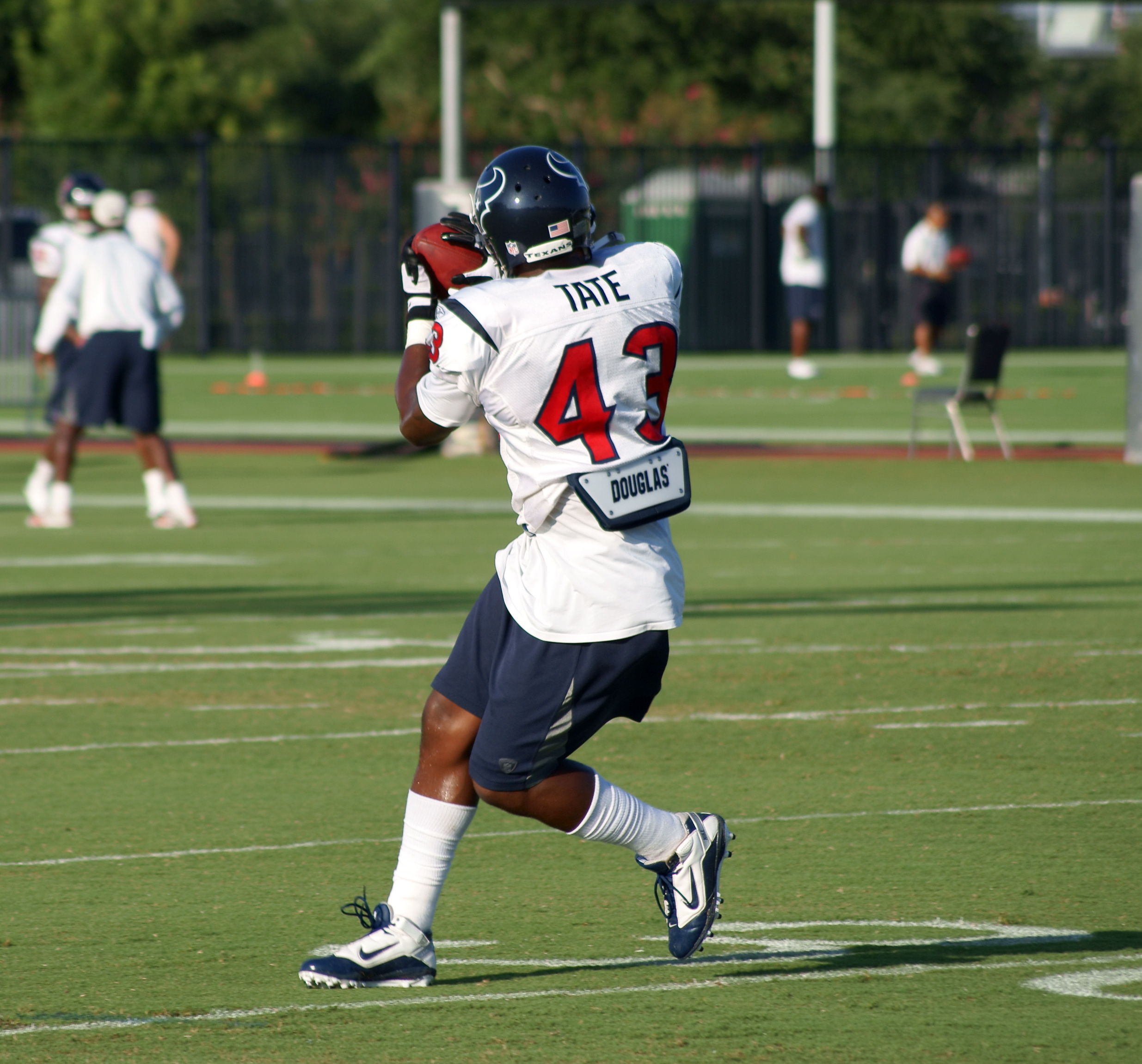
Tate in allenamento coi Texans.

Ben fece ritorno nell'annata 2011 e, pur giocando sempre come riserva di Arian Foster, fece registrare degli ottimi numeri terminando la stagione con 942 yard corse su 175 tentativi e segnando 4 touchdown su corsa in 15 partite disputate. Egli fece registrare una media di 5,4 yard per corsa, piazzandosi al terzo posto tra i running back con almeno 100 corse tentate. Tate corse 115 yard contro i Cleveland Browns nella settimana 9 mentre Arian Foster ne corse altre 124 yard, totalizzando 261 yard in due, il record di franchigia per gli Houston Texans.
Tate giocò un'ottima partita nella gara inaugurale della stagione 2012, correndo 74 yard e segnando 2 touchdown su corsa. Quelle furono le sue uniche due marcature dell'anno però, limitato dagli infortuni e da un reparto di running back competitivo che vide emergere Justin Forsett come riserva di Foster.
La stagione 2013 di Tate iniziò invece dividendo i possessi con Foster per la prima volta. Nella settimana 2 corse 93 yard nella vittoria ai supplementari contro i Titans. Nella settimana 6 contro i St. Louis Rams Tate segnò il primo touchdown stagionale. Nella settimana 13 contro i Patriots, 102 yard corse e un primato personale di 3 touchdown segnati da Tate non riuscirono ad evitare ai Texans la decima sconfitta consecutiva.

### Cleveland Browns
Il 15 marzo 2014, Tate firmò coi Cleveland Browns un contratto biennale. Nella prima partita con la nuova maglia fu costretto però ad uscire anzitempo a causa di un infortunio al ginocchio. I primi due touchdown li segnò nella vittoria della settimana 6 su Pittsburgh. Tornò a segnare nella settimana 7 contro i Raiders e nella settimana 10 contro i Bengals, gare entrambe vinte dai Browns, che ebbero la loro miglior partenza dal 1994. Il 18 novembre 2014 , a sorpresa fu svincolato dopo dieci gare da Cleveland, che gli preferì i rookie Terrance West e Isaiah Crowell.

### Minnesota Vikings
Il giorno successivo, Tate firmò coi Minnesota Vikings, venendo svincolato però a dicembre dopo sole tre partite.

### Pittsburgh Steelers
Il 30 dicembre 2014, Tate firmò con i Pittsburgh Steelers, bisognosi di un running back per il primo turno di playoff dopo l'infortunio di Le'Veon Bell. Nella partita di wild card contro i Ravens corse 5 volte per 19 yard..

## Statistiche
| Partite totali      | 51    |
| Partite da titolare | 15    |
| Yard su corsa       | 2.363 |
| Touchdown su corsa  | 14    |

Statistiche aggiornate alla stagione 2015